# BRICS
A BRICS betűszó számos jelentős állam szövetségét takarja. 2009-ben alapította (BRIC néven) Brazília, Oroszország, India és Kína. 2010-ben a Dél-afrikai Köztársaság csatlakozott,  2024 elején pedig Egyiptommal, Etiópiával, Iránnal és az Egyesült Arab Emírségekkel bővült ki, amely csoportot ma már BRICS pluszként (BRICS +) emlegetik.
A BRICS betűszó a négy alapító ország és Dél-Afrika angol nevének kezdőbetűiből áll össze: Brasil, Russia, India, China és Republic of South Africa.) Az eredeti „BRIC” rövidítést 2001-ben a Goldman Sachs közgazdásza, Jim O'Neill alkotta meg, hogy leírja azokat a gyorsan növekvő gazdaságokat, amelyek előrejelzése szerint 2050-re együttesen uralni fogják majd a világgazdaságot.
A BRICS-et eredetileg az egymás országába való befektetések megkönnyítésére hozták létre, azonban a 2010-es években egyre inkább összetartó geopolitikai tömbbé formálódtak. Kormányaik évente hivatalos csúcstalálkozót tartanak, és részben összehangolják a politikájukat. A BRICS országok közötti kapcsolatok alapelvei a be nem avatkozás, az egyenlőség és a kölcsönös előnyökön fekszenek.
A BRICS országokat a vezető fejlett gazdaságok a G7 blokkjának a geopolitikai riválisának tekintik. 2014-ben eredetileg a Világbank ellensúlyozására megalapították az Új Fejlesztési Bankot, aminek a székhelye Sanghajban van. 2016-ban a két bank együttműködési szándéknyilatkozatot írt alá, és bejelentették, hogy elsősorban a fejlődő országok infrastruktúrájának a fejlesztésére összpontosítanak.

## Történelme

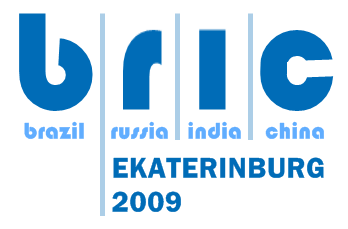
A BRIC első csúcstalálkozójának logója

Az eredetileg négy BRIC-ország (Brazília, Oroszország, India és Kína) külügyminiszterei 2006 szeptemberében találkoztak New Yorkban, melyet további magas szintű találkozók sorozata követett.
A BRIC-országok első csúcstalálkozóját 2009 júniusában tartották az oroszországi Jekatyerinburgban, melyen mind a négy országot azok első számú vezetői képviselték. A csúcstalálkozó fókuszában a globális gazdasági helyzet javításának eszközei, a pénzügyi intézményrendszer reformja, továbbá a négy ország még hatékonyabb jövőbeni együttműködésének kérdései álltak. A BRIC-országok bejelentették egy új globális tartalék deviza létrehozásának szükségességét. A jekatyerinburgit követően minden évben egy csúcstalálkozót rendeztek, melyeknek mindig más tagország adott helyszínt.

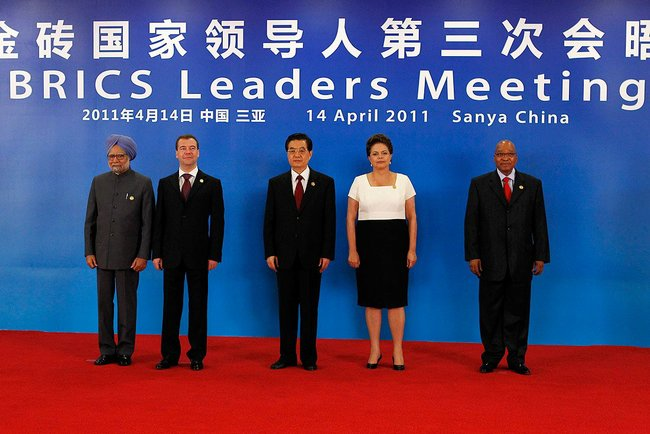
A BRICS harmadik csúcstalálkozója, ahol a Dél-afrikai Köztársaság először vett rész teljes jogú tagként

A Dél-afrikai Köztársaság felvételének folyamata 2009 augusztusában kezdődött. Az ország 2010. december 24-én vált a társulás tagjává. Az országcsoport nevét BRICS-re változtatták.
2022-ben a pekingi csúcstalálkozón megegyeztek, hogy bővítik a csoportot. A 2023-as augusztusi johannesburgi csúcstalálkozón Cyril Ramaphosa bejelentette, hogy meghívják Argentínát, Egyesült Arab Emírségeket, Egyiptomot, Etiópiát, Iránt és Szaúd-Arábiát  a blokkhoz való csatlakozásra. Az országok Argentína kivételével elfogadták a meghívást, 2024. január 1-jén lettek hivatalosan is teljes jogú tagjai a csoportnak.
A BRICS országai 2022-ben a világ népességének a 39,9%-át, míg a világgazdaságának a 25,8%-át foglalták magukba. Mind az öt állam tagja a G20-nak. Összehasonlításképpen a G7-ek országai a világ népességének a 9,5%-át, míg a világgazdaságának a 43,5%-át foglalták magukba. 2024. január 1-jétől, ha mind a 6 meghívott ország csatlakozni fog végül a csoporthoz, akkor a csoport súlya még tovább nő. Előre láthatólag 2024-ben a világ népességének 44,7%-át, míg a világgazdaságának 28,9%-át foglalják majd magukba.
2024. január 1-jétől tagsággal rendelkeznek a következő országok:
- Irán
- Egyiptom
- Etiópia
- Egyesült Arab Emírségek[7]

2025-ben Indonézia is a BRICS teljes jogú tagjává vált.

## Tevékenysége

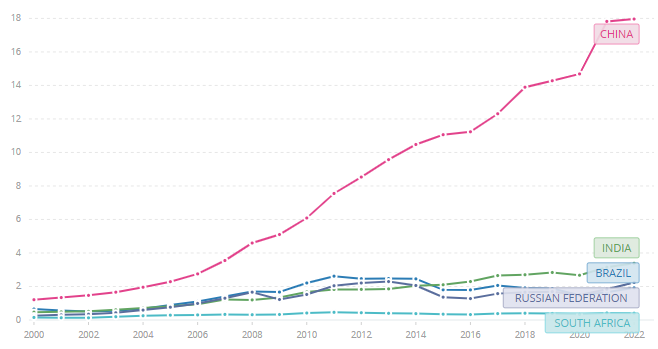
A BRICS országok GDP-je, 2000-2022

2011-ben megalakították a BRICS Fórumot, egy független nemzetközi szervezetet a BRICS-tagok közötti kereskedelmi, politikai és kulturális együttműködés bátorítására.
2012 júniusában a BRICS-országok 75 milliárd USD összegű alap létrehozását vállalták a Nemzetközi Valutaalap (IMF) hitelezési erejének növelésére - feltéve, hogy az IMF megszavaz bizonyos reformokat. 2013 márciusában, az 5. BRICS csúcstalálkozó során Durban-ban (Dél-afrikai Köztársaság) a tagok megegyeztek egy globális pénzügyi szervezet létrehozásában, mely vállaltan a nyugati dominanciájú IMF és Világbank vetélytársa lenne. A Világbank és az IMF nyugati dominanciájára jellemző, hogy a világ jelenleg második legerősebb gazdaságával bíró Kína kevesebb szavazattal rendelkezik, mint a Benelux államok. Amerika és Európa ezidáig nem sietett az aránytalanság orvoslására. A BRICS által létrehozni tervezett új fejlesztési bank körüli megállapodásokat 2014-re szerették volna lezárni. Azonban a tehermegosztás és a bank székhelye körül kialakult viták késleltették a megegyezést.
2014 márciusában a BRICS-országok külügyminisztereinek találkozóját követően kiadott kommünikében a miniszterek "aggodalmuknak adnak hangot a 2014. novemberre tervezett G20-as találkozó kapcsán a médiában megjelent kijelentések miatt. A G20 vezetése minden tagállam feladata. Egyetlen tagállam sem határozhatja meg egyoldalúan a találkozó természetét és jellegét." A 2014-es krími válságot övező feszültségre utalva a miniszterek megjegyezték: "Az ellenséges nyelvezet, szankciók és ellenszankciók eszkalálódása nem járul hozzá a nemzetközi joggal és az ENSZ Alapokmányával összhangban lévő, fenntartható és békés megoldáshoz." Mindez válasz volt Julie Bishop ausztrál külügyminiszter korábbi kijelentésére, miszerint talán meg kellene tiltani Putyin részvételét az ausztráliai Brisbane-ben, 2014. novemberben esedékes G20-as csúcstalálkozón.

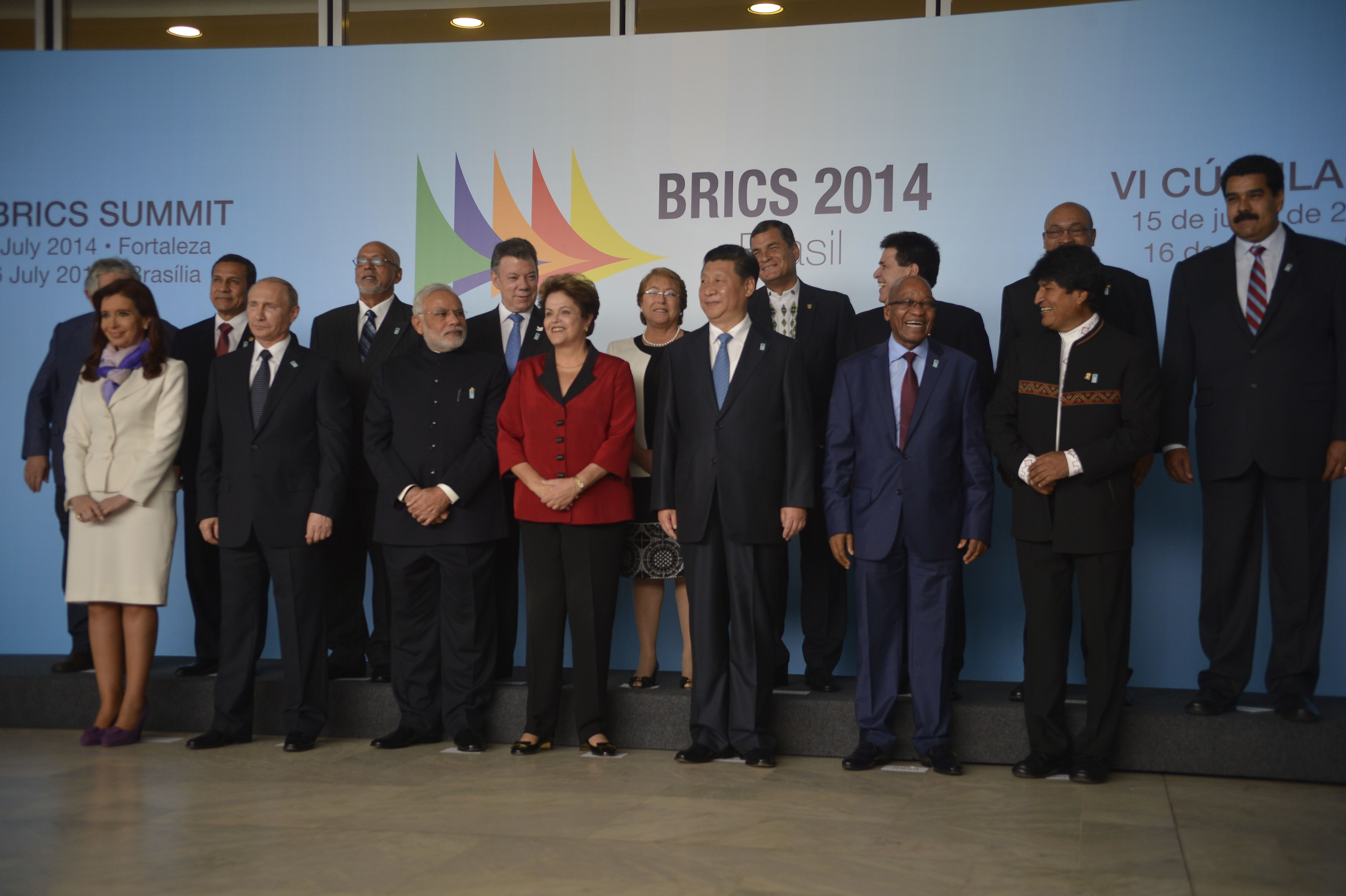
A BRICS és az UNASUR országok vezetőinek találkozója, Fortaleza 2014

2014. július 15-én, a BRICS 6. csúcstalálkozóján a brazíliai Fortalezában aláírták a dokumentumot a New Development Bank (NDB) nevű fejlesztési bank létrehozásáról. Az NDB székhelye Sanghaj lesz, elnökségét pedig az alapító tagok rotációs rendszerben töltik majd be. Elsőként India delegáltja veszi át a bank irányítását, majd sorrendben Brazília, Oroszország, Dél-Afrika és Kína képviselője követi. A tagországok 10-10 milliárd dollárral járulnak hozzá a bank alaptőkéjéhez, majd az így összejött 50 milliárd dollárt később 100 milliárd dollárra emelik. A bank a BRICS országokban és az általuk képviselt fejlődő régiókban finanszíroz majd fejlesztési projekteket.

## Csúcstalálkozók
|           | Időpont                                                                          | Házigazda ország        | Helyszín       |
| --------- | -------------------------------------------------------------------------------- | ----------------------- | -------------- |
| 1. (BRIC) | 2009. június 16.                                                                 | Oroszország             | Jekatyerinburg |
| 2. (BRIC) | 2010. április 15.                                                                | Brazília                | Brazíliaváros  |
| 3.        | 2011. április 14.                                                                | Kína                    | Sanya (Hajnan) |
| 4.        | 2012. március 29.                                                                | India                   | Új-Delhi       |
| 5.        | 2013. március 26-27.                                                             | Dél-afrikai Köztársaság | Durban         |
| 6.        | 2014. július 14-16.                                                              | Brazília                | Fortaleza      |
| 7.        | 2015. július 9-10.                                                               | Oroszország             | Ufa            |
| 8.        | 2016. október 15-16.                                                             | India                   | Benaulim       |
| 9.        | 2017. szeptember 3-5.                                                            | Kína                    | Xiamen         |
| 10.       | 2018. július 25-27.                                                              | Dél-afrikai Köztársaság | Johannesburg   |
| 11.       | 2019. november 13-14.                                                            | Brazília                | Brasília       |
| 12.       | 2020. július 21-23. (COVID-19 világjárvány miatt elhalasztva) 2020. november 17. | Oroszország             | Szentpétervár  |
| 13.       | 2021. szeptember 9.                                                              | India                   | Új-Delhi       |
| 14.       | 2022. június 23.                                                                 | Kína                    | Peking         |
| 15.       | 2023. augusztus 22-24.                                                           | Dél-afrikai Köztársaság | Johannesburg   |
| 16.       | 2024. október 22-24.                                                             | Oroszország             | Kazany         |

## További érdeklődő országok
Törökország a BRICS tagjelöltje. Nigéria, Algéria, Szaúd-Arábia és számos más ország is jelezte, hogy szívesen csatlakozna a gazdasági társuláshoz.
Több mint 40 ország mutatott érdeklődést a csatlakozás iránt, közülük 22 hivatalosan is bejelentette ezt a szándékát 2023 augusztusáig. 2024 augusztusában Azerbajdzsán is benyújtotta hivatalosan a tagsági kérelmet.

## Fordítás
Ez a szócikk részben vagy egészben  a   BRICS című angol Wikipédia-szócikk ezen változatának fordításán alapul.  Az eredeti cikk szerkesztőit annak laptörténete sorolja fel. Ez a jelzés csupán a megfogalmazás eredetét és a szerzői jogokat jelzi, nem szolgál a cikkben szereplő információk forrásmegjelöléseként.